# OC Oerlikon
Oerlikon är en globalt verksam teknologikoncern som tillverkar bland annat drivningssystem och vakuumpumpar. Oerlikon har 15 500 anställda.
Schweizerische Werkzeugmaschinenfabrik Oerlikon (SWO) grundades i Oerlikon 1906. 1936 antogs namnet Werkzeugmaschinenfabrik Oerlikon&Co. 1973 ombildades bolaget till Oerlikon-Bührle. Idag räknar Oerlikon sin historia tillbaka till 1850 då ett av bolagen vars verksamhet ingår grundades Leybold Vacuum i Köln. 2006 togs Saurer AG över av Oerlikon.